# Clara Weyde
Clara Weyde (* 1984 in Starnberg) ist eine deutsche Theaterregisseurin. Ihre Arbeit, die sowohl am Theater Magdeburg als auch an anderen bedeutenden Bühnen in Deutschland Anerkennung findet, zeichnet sich durch einen kritischen, humorvollen Ansatz aus, der das Publikum zum Nachdenken anregt und oft mit einem pessimistischen Blick auf die Zukunft verknüpft ist.

## Leben
Wedye studierte Kommunikations- und Politikwissenschaft und Politische Kommunikation in München und Berlin. Ab der Spielzeit 2009/10 arbeitete sie für zwei Jahre am Theater Bremen als Regieassistentin. Daran schloss sich ein Regiestudium an der Theaterakademie Hamburg an, welches sie 2015 beendete. Seither arbeitet sie unter anderem am Deutschen Schauspielhaus Hamburg, Schauspiel Hannover, Staatstheater Dresden, Schauspielhaus Graz und an der Schaubühne Berlin.
Eine enge Zusammenarbeit verbindet Weyde mit dem Kostümbildner Clemens Leander, der immer wieder bei Weydes Inszenierungen das Kostümbild entwarf. Mit Leander und dem Dramaturgen Bastian Lomsché übernahm Weyde ab der Spielzeit 2022/23 als Leitungstrio die Schauspielsparte des Theaters Magdeburg.
Ihre Inszenierungen thematisieren häufig die Entwicklung künstlicher Intelligenz und deren Einfluss auf die Gesellschaft. Ihr Theaterstil gelte als humorvoll und stilisiert, wobei sie komplexe Themen auf der Bühne verhandle, urteilte die taz Ende 2023. Ihre Inszenierungen enden oft pessimistisch, was sie mit ihrem persönlichen Blick auf die Zukunft begründet.
Weyde inszenierte im Jahr 2024 Franz Kafkas Die Verwandlung am Schauspielhaus Hannover, wobei sie den Protagonisten Gregor Samsa als ein von der Gesellschaft ausgestoßenes ungeheures „Ungeziefer“ darstellte, welches die kapitalistischen Ausbeutungsmechanismen symbolisch aufbricht.

## Inszenierungen (Auswahl)
- 2014: Harte Erdbeeren (Der Nusser) nach Franz Xaver Kroetz, Forum der HfMT Hamburg
- 2014: Herr Falter hires a contract killer, Thalia Theater Hamburg
- 2014: Malala – Mädchen mit Buch von Nick Wood, Deutsches Schauspielhaus Hamburg
- 2015: Juli von Iwan Wyrypajew, Kampnagel Hamburg
- 2016: Das Totenschiff von B. Traven, Lichthof Theater
- 2016: Funny Girl von Anthony McCarten, Deutsches Schauspielhaus Hamburg
- 2016: F von Daniel Kehlmann, Theater Bielefeld
- 2016: Hose Fahrrad Frau von Stefan Wipplinger, Staatstheater Braunschweig
- 2017: Sommernachtstraum von William Shakespeare, Deutsches Schauspielhaus Hamburg
- 2017: Nicht in Sicht von Jens Rehn, Staatstheater Dresden
- 2017: Ruf der Wildnis von Soeren Voima, Schauspiel Hannover[6]
- 2018: Supergutman nach Franz Kafka, Deutsches Schauspielhaus Hamburg[7]
- 2018: Dogville von Lars von Trier, Theater Lübeck[8]
- 2019: König Ubu von Alfred Jarry, Theater Bielefeld[9]
- 2019: Der Sandmann von E. T. A. Hoffmann, Staatstheater Nürnberg[10]
- 2019: Ruhig Blut von Eleonore Khuen-Belasi, Deutsches Theater Berlin in Koproduktion mit dem Schauspielhaus Graz[11]
- 2019: Die Installation der Angst von Rui Zink, Theater Bonn[12]
- 2021: Der große Diktator nach Charlie Chaplin, Schauspielhaus Graz[13]
- 2021: Frankenstein oder eine Frischzellenkur nach Mary Shelley, Schauspiel Hannover[14][15]
- 2022: Der Krieg mit den Molchen nach Karel Čapek, Schaubühne Berlin[16][17]
- 2022: Das Leben ein Traum nach Pedro Calderón de la Barca, Fassung: Clara Weyde und Bastian Lomsché, Regie: Clara Weyde, Theater Magdeburg[18]

## Auszeichnungen (Auswahl)
- 2016: Theaterpreis Hamburg – Rolf Mares für Das Totenschiff von B. Traven im Lichthof Theater[19]

## Belege
1. ↑  Clara Weyde. Archiviert vom Original (nicht mehr online verfügbar) am 27. Mai 2022; abgerufen am 6. Juni 2022.  Info: Der Archivlink wurde automatisch eingesetzt und noch nicht geprüft. Bitte prüfe Original- und Archivlink gemäß Anleitung und entferne dann diesen Hinweis.
2. ↑  Süddeutsche Zeitung: Theater Magdeburg künftig mit Leitungstrio im Schauspiel. Abgerufen am 6. Juni 2022.
3. ↑  Clara Weyde – Theater Magdeburg. Abgerufen am 11. September 2022.
4. ↑  Katrin Bettina Müller: Magdeburger Schauspieldirektorin: Schwein in Sonderrolle. In: taz.de. Die Tageszeitung, 27. November 2023, abgerufen am 13. September 2024.
5. ↑  Jens Fischer: Kafka am Schauspielhaus Hannover: Diese Schabe gehört in ein Museum. In: taz.de. 12. April 2024, abgerufen am 12. April 2024.
6. ↑  Jens Fischer: Ruf der Wildnis – Mit Soeren Voima orchestriert Clara Weyde Jack Londons Buchklassiker in Hannover als sozialkritische Goldgräberfabel. Abgerufen am 6. Juni 2022 (deutsch).
7. ↑  Friederike Felbeck: Supergutman – Leichthändig interpretiert Clara Weyde das Auftragswerk von Lukas Linder am Theater Bonn. Abgerufen am 6. Juni 2022 (deutsch).
8. ↑  Lars von Triers „Dogville“ in den Kammerspielen: Eine Stadt, die es besser nicht gäbe – Unser Lübeck – Kultur-Magazin. Abgerufen am 6. Juni 2022.
9. ↑  Karin E. Yeşilada: König Ubu – Clara Weyde lässt es mit Alfred Jarrys Tyrannen-Groteske in Bielefeld show-spektakulär krachen. Abgerufen am 6. Juni 2022 (deutsch).
10. ↑  Dieter Stoll: Der Sandmann – Staatsschauspiel Nürnberg – Clara Weyde inszeniert E.T.A. Hoffmanns schwarzromantisches Schauerdrama als Bilderspalier in der Trauerhalle. Abgerufen am 6. Juni 2022 (deutsch).
11. ↑  Michael Laages: Lange Nacht der Autoren – Deutsches Theater Berlin – Uraufführungen von Eleonore Khuen-Belasi, Lisa Danulat und Svealena Kutschke beschließen die Autorentheatertage. Abgerufen am 6. Juni 2022 (deutsch).
12. ↑  General-Anzeiger Bonn: Premiere im Theater Bonn: Es gibt kein Entrinnen. 2. November 2019, abgerufen am 6. Juni 2022.
13. ↑  Reinhard Kriechbaum: Der große Diktator – Schauspielhaus Graz – Charlie Chaplins legendäre Hitler-Parodie für die Bühne adaptiert von Clara Weyde. Abgerufen am 6. Juni 2022 (deutsch).
14. ↑  Uraufführung von „Frankenstein oder Eine Frischzellenkur“ im Ballhof. Abgerufen am 6. Juni 2022.
15. ↑  Jan Fischer: Frankenstein oder eine Frischzellenkur – Staatsschauspiel Hannover – Clara Weyde deutet Mary Shelleys epochalen Roman für die Jetztzeit. Abgerufen am 6. Juni 2022 (deutsch).
16. ↑  Ulrike Borowczyk: Im Bällebad des Verderbens: „Der Krieg mit den Molchen“. 6. Juni 2022, abgerufen am 6. Juni 2022 (deutsch).
17. ↑  Elena Philipp: Der Krieg mit den Molchen – Schaubühne am Lehniner Platz – Als klamaukige Parabel auf den (un)menschlichen Machbarkeitswahn adaptiert Clara Weyde mit Soeren Voima den Roman von Karel Čapek. Abgerufen am 6. Juni 2022 (deutsch).
18. ↑  Matthias Schmidt: Das Leben ein Traum – Theater Magdeburg – Das neue Leitungsteam holt Calderóns Text mit KI und klugem Klamauk ins Hier und Jetzt. Abgerufen am 11. September 2022 (deutsch).
19. ↑  Preisträger*innen Theaterpreis Hamburg 2016. Abgerufen am 7. Juni 2022.

| Personendaten    | Personendaten               |
| ---------------- | --------------------------- |
| NAME             | Weyde, Clara                |
| KURZBESCHREIBUNG | deutsche Theaterregisseurin |
| GEBURTSDATUM     | 1984                        |
| GEBURTSORT       | Starnberg                   |